# Prulski most
Prulski most preko Ljubljanice povezuje Prule (Janežičevo cesto) s Trnovskim pristanom (Opekarsko cesto) v Ljubljani.
Okoli leta 1900 je na tem mestu stal lesen most.
Načrti za železobetonski most, ki naj bi stal tam, kjer danes stoji Prulski most, so bili izdelani že pred prvo svetovno vojno (1913, projektant Wuczkowski, Dunaj), a niso bili nikoli izvedeni. Leta 1919 so lesen Šempetrski most namenjen tramvaju prenesli na lokacijo Prul, saj so tam zgradili novega betonskega. Zaradi vse večjega prometa, ki je nastajal na območju Prul je bilo potrebno most obnoviti, kar je bilo izvedeno v letih 1932/33. Z obnovo so bili prej leseni nosilci nadomeščeni z jeklenimi I profili in betonsko voziščno ploščo, širine vozišča 3,1 m in obojestranskim hodnikom po 0,65 m. Most je imel 6 razpetin po 6,1 + 9,87 + 9,7 + 9,87 + 9,36 + 3,9 m ali 48,8 m. Dela je izvedlo gradbeno podjetje Saksida in Drug iz Ljubljane.
Leta 1944 je po načrtih ing. Kobeta zgrajen betonski most preko treh razponov. Zaradi slabo nosilnih tal sta bila obrežna razpona krajša po 6,25 m, srednji pa je znašal 19,4 m. Most je bil postavljen pravokotno na os Ljubljanice. Most je bil namenjen samo osebnim avtomobilom in pešcem. Promet je izmenično enosmerno urejal semafor.
Sedanji most je projektiran po načrtih arhitekta Petra Gabrijelčiča in zgrajen leta 1993, predan prometu pa šele pozno spomladi leta 1994, ko so bile odpravljene pomanjkljivosti opažene pri tehničnem pregledu. Ob straneh mostu sta široka pločnika, namenjena pešcem, ki sta na izviren način tlakovana z rdečo opeko (zaradi območja, kjer so nekoč delovali opekarji - most se nadaljuje v Opekarsko cesto), na sredini mostu je polkrožno razgledišče. Investitor je bil Mestni sekretariat za komunalno gospodarstvo, promet in zveze.
16. aprila 2011 je pod Prulskim mostom začelo delovati novo javno stranišče. Ima vso standardno opremo (školjka, pisoar, umivalnik) in previjalno mizo, prav tako pa so sanitarije prilagojene tudi za gibalno ovirane.